# Cole Peverley
Cole Peverley (3 de julio de 1988 en Auckland) es un futbolista neozelandés que juega como mediocampista en el Auckland City.

## Carrera
Comenzó su carrera futbolística en el Hawke's Bay United, donde jugó desde 2007 hasta 2009, cuando fue fichado por el Team Wellington. En 2010 regresó al club de su debut, pero se fue nuevamente en 2011 al Charleston Battery de los Estados Unidos. Ese mismo año volvió a Nueva Zelanda para firmar con el Canterbury United, donde solo jugó un año, regresando en 2012 nuevamente al Hawke's Bay United. De cara a la temporada 2013/14, firmó con el Team Wellington. En 2018, luego de haber ganado tres títulos con el elenco wellingtoniano, fichó por el Auckland City.

### Clubes
| Club               | País           | Año             |
| ------------------ | -------------- | --------------- |
| Hawke's Bay United | Nueva Zelanda  | 2007 - 2009     |
| Team Wellington    | Nueva Zelanda  | 2009 - 2010     |
| Hawke's Bay United | Nueva Zelanda  | 2010 - 2011     |
| Charleston Battery | Estados Unidos | 2011            |
| Canterbury United  | Nueva Zelanda  | 2011 - 2012     |
| Hawke's Bay United | Nueva Zelanda  | 2012 - 2013     |
| Team Wellington    | Nueva Zelanda  | 2013 - 2018     |
| Auckland City      | Nueva Zelanda  | 2018 - Presente |

### Selección nacional
Disputó con la selección neozelandesa sub-20 la Copa Mundial de 2007 y con la sub-23 los Juegos Olímpicos de Pekín 2008. Su debut con la selección mayor se produjo en una derrota ante Fiyi por 2-0 en el marco de la Copa de las Naciones de la OFC 2008. Estuvo cerca de ser uno de los 23 representantes de los All Whites en Sudáfrica 2010 en reemplazo del lesionado Tim Brown, pero al recuperarse a tiempo el volante, Peverley no fue incluido en la lista.

#### Partidos y goles internacionales
| Partidos y goles internacionales | Partidos y goles internacionales | Partidos y goles internacionales | Partidos y goles internacionales | Partidos y goles internacionales | Partidos y goles internacionales    | Partidos y goles internacionales |
| #                                | Fecha                            | Estadio                          | Rival                            | Resultado                        | Competición                         | Gol(es)                          |
| -------------------------------- | -------------------------------- | -------------------------------- | -------------------------------- | -------------------------------- | ----------------------------------- | -------------------------------- |
| 2008                             |                                  |                                  |                                  |                                  |                                     |                                  |
| 1                                | 19 de noviembre                  | Churchill Park, Lautoka          | Fiyi                             | 0 – 2                            | Copa de las Naciones de la OFC 2008 |                                  |

## Palmarés
| Título               | Club               | País          | Año     |
| -------------------- | ------------------ | ------------- | ------- |
| Copa de las Naciones | Selección nacional | Nueva Zelanda | 2008    |
| Charity Cup          | Team Wellington    | Nueva Zelanda | 2014    |
| Premiership          | Team Wellington    | Nueva Zelanda | 2015-16 |
| Premiership          | Team Wellington    | Nueva Zelanda | 2016-17 |
| Premiership          | Auckland City      | Nueva Zelanda | 2017-18 |